# Mercúrio (elemento químico)
Mercúrio é um metal líquido à temperatura ambiente, conhecido desde os tempos da Grécia Antiga. Também é conhecido como hidrargírio, hidrargiro, azougue e prata-viva, entre outras denominações. Seu nome homenageia o deus romano Mercúrio, que era o mensageiro dos deuses. Essa homenagem é devida à fluidez do metal. O símbolo Hg vem do grego latinizado 'hydrargyrum' que significa prata líquida.
O mercúrio é um elemento químico de número atômico 80 (80 prótons e 80 elétrons) e massa atómica 200,5 u. É um dos seis elementos que se apresentam líquidos à temperatura ambiente ou a temperaturas próximas. Os outros elementos são os metais césio, gálio, frâncio e rubídio e o não metal bromo. Dentre os seis, porém, apenas o mercúrio e o bromo são líquidos nas condições padrão de temperatura e pressão.
O mercúrio pertence ao grupo (ou família) 12 (anteriormente chamada 2B) e faz parte da classe dos metais de transição. Tal grupo é ainda chamado família do zinco, na tabela periódica.
Normalmente utilizado em instrumentos de medidas (termômetros e barômetros), lâmpadas fluorescentes e como catalisador em reações quimicas

## Características gerais
É um metal prateado que na temperatura normal é líquido e inodoro. Não é um bom condutor de calor comparado com outros metais, entretanto é um bom condutor de eletricidade. Estabelece liga metálica facilmente com muitos outros metais como o ouro ou a prata produzindo amálgamas. É insolúvel em água e solúvel em ácido nítrico. Quando a temperatura é aumentada transforma-se em vapores tóxicos e corrosivos mais densos que o ar. É um produto perigoso quando inalado, ingerido ou em contato, causando irritação aos olhos e vias respiratórias. É compatível com o ácido nítrico concentrado, acetileno, amoníaco, cloro e com outros ametais.

## História
Descoberto ainda na Grécia antiga, foi um dos primeiros elementos estudados e tem sido de interesse para os estudantes de química desde os dias da alquimia até a atualidade.
Pode ser usado em termômetros, barômetros, lâmpada fluorescentes, medicamentos, espelhos, detonadores, corantes, contatores, pilhas e outros.
Em grego, hydro (ύδρω) significa "água" e argyros (άργυρος) era o nome grego da "prata". Os romanos latinizaram o nome para hidrargirium. E como os símbolos químicos são dados pela inicial maiúscula (e uma segunda letra em minúsculo para diferenciação) do nome em latim, seu símbolo ficou sendo Hg (para não confundir com o símbolo do hidrogênio, H).

## Formas físico-químicas
O mercúrio está presente em diversas formas (Hg metálico, orgânico, inorgânico) e pode encontrar-se em três estados de oxidação (0, +1, +2), em geral facilmente interconversíveis na natureza. Tanto os humanos como os animais estão expostos a todas as formas através do ambiente.
O mercúrio metálico ou elementar, no estado de oxidação zero (Hg0), existe na forma líquida à temperatura ambiente, é volátil e liberta um gás monoatómico perigoso: o vapor de mercúrio. Este é estável, podendo permanecer na atmosfera por meses ou até anos, revelando-se, deste modo, muito importante no ciclo do mercúrio, pois pode sofrer oxidação e formar os outros estados: o mercuroso, Hg+1, quando o átomo de mercúrio perde um elétron e o mercúrico, Hg+2, quando este perde dois elétrons.
Quando se combina com elementos como o cloro, enxofre ou oxigénio, obtêm-se os compostos de mercúrio inorgânico, também designados como sais de mercúrio (sais mercurosos e mercúricos). Por outro lado, se um átomo de mercúrio se liga covalentemente a pelo menos um átomo de carbono, dá origem a compostos de mercúrio orgânico (metilmercúrio, etilmercúrio, fenilmercúrio).
Com exceção do mercúrio, os metais caracterizam-se por estarem no estado sólido em temperatura ambiente, entretanto, energia sônica transforma o mercúrio líquido em nanopartículas sólidas.

## Ocorrência e obtenção
O minério mais importante de mercúrio é o cinábrio cujas maiores reservas minerais são encontradas na Espanha, nas minas de Almadén.
O mercúrio pode estar associado com hidrocarbonetos gasosos e líquidos (petróleo, betumes) e também com jazidas de carvão mineral. É um elemento de origem profunda (manto terrestre) que possivelmente ascende na forma de metil ou dimetil mercúrio. Também possui relação com gás hélio. Nos depósitos vulcanogênicos, quando há disponibilidade de enxofre pode precipitar como sulfeto de mercúrio (HgS) que é o cinábrio.
Outra forma de obtenção de mercúrio se dá por ustulação do sulfeto ou cinábrio. Nesta reação, o enxofre do mineral se oxida a SO2 e o metal livre se conduz a grandes condensadores metálicos refrigerados com água. Os depósitos de mercúrio são de origem relativamente recente, mas aparecem em rochas de todas as idades.

## Produção mundial
| 1. | China       | 3.600 |
| 2. | Tajiquistão | 100   |
| 3. | México      | 63    |
| 4. | Argentina   | 50    |
| 5. | Peru        | 40    |
| 6. | Noruega     | 20    |
| 7. | Quirguistão | 15    |

Fonte: USGS.
OBS:Dados dos Estados Unidos não divulgados

## Vias de exposição

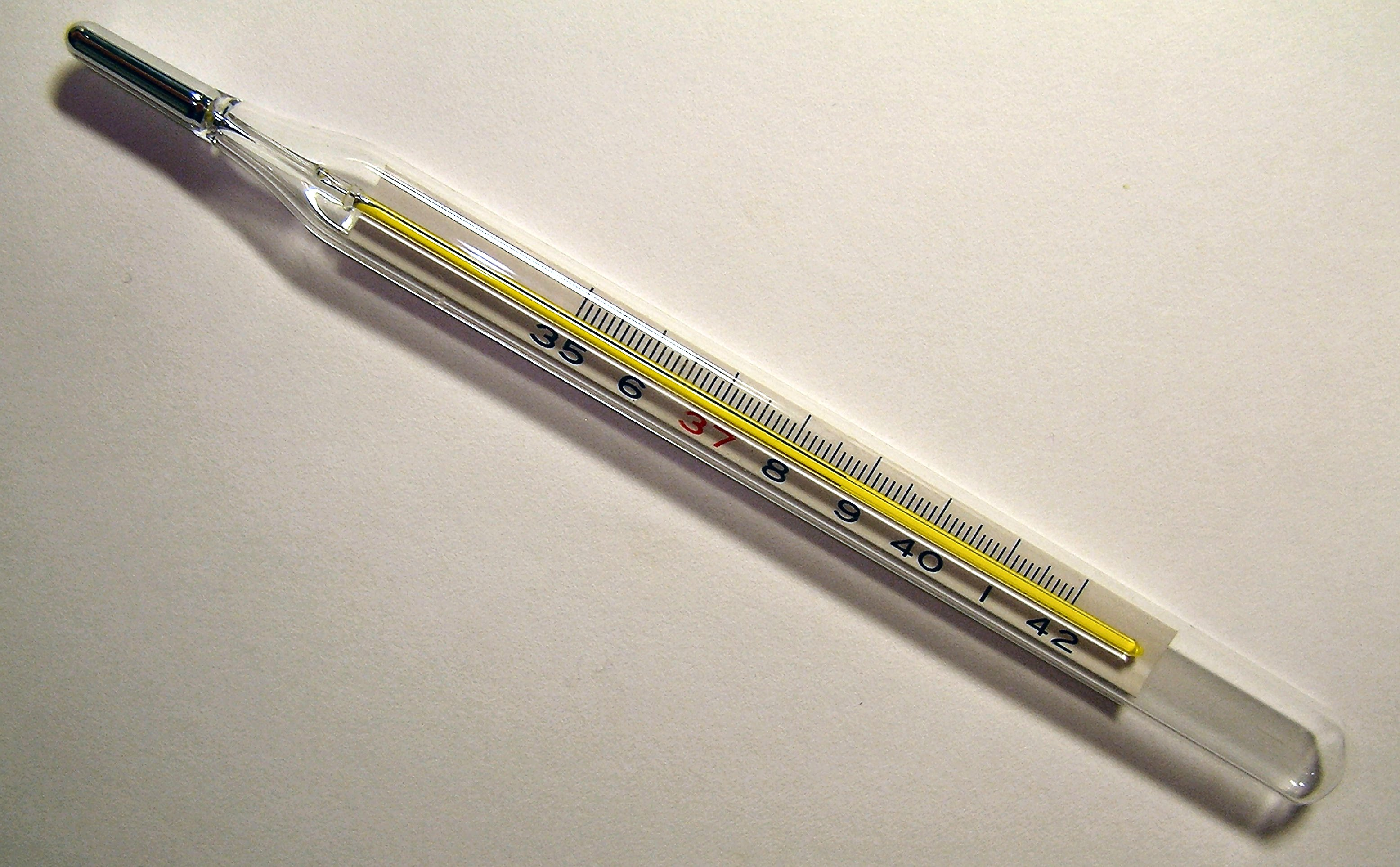
Termômetro de mercúrio

O mercúrio metálico ou elementar, no estado de oxidação zero (Hg0), existe na forma líquida à temperatura ambiente, é volátil e liberta um gás monoatómico: o vapor de mercúrio. Este é quimicamente estável, podendo permanecer na atmosfera por um longo período de tempo, onde sofre oxidação e origina os compostos inorgânicos (compostos mercurosos e mercúricos).
O vapor de mercúrio presente na atmosfera é, eventualmente, convertido na forma solúvel em água e retorna à superfície terrestre nas águas da chuva. A partir daqui duas importantes mudanças químicas podem ocorrer. O metal pode ser reduzido novamente a vapor de mercúrio e retorna à atmosfera ou pode ser metilado pelos micro-organismos presentes nos sedimentos da água, incluindo a água doce ou do mar.
A principal fonte de mercúrio (na forma de vapor de mercúrio) na atmosfera é o desgaste natural da crosta terrestre.
O mercúrio metálico, na sua forma volátil, está presente na atmosfera e na água de beber e aqui os seus níveis são tão baixos que a exposição humana é negligenciável. Desta forma, as duas principais vias de exposição humana por inalação são a ocupacional (essencialmente a exposição crónica) e através de amálgamas dentários.
O amálgama dentário, cada vez menos usado, é constituída por uma mistura de metais geralmente nas proporções de 50% de mercúrio metálico, 35% de prata, 9% estanho, 6% de cobre e vestígios de zinco. Deste modo, é inserida nos dentes para cobrir os espaços vazios resultantes de cáries e adquire uma estrutura sólida em 30 minutos. Neste caso, a exposição ao mercúrio deve-se à libertação de pequenas partículas da amálgama por processos vulgares como a corrosão, a mastigação e a fragmentação. Esse mercúrio vai ser então inalado como vapor de mercúrio ou deglutido dissolvido na saliva. Contudo, não foi provado qualquer efeito adverso para a saúde que provenha das amálgamas, encontrando-se apenas casos raros de alergia.
Como fontes antropogénicas encontramos geradores de electricidade a carvão, ETARs, refinarias, fábricas de adubos, lâmpadas de vapor de mercúrio, pilhas e extração do ouro. Por outro lado, cerca de 2 mil a 3 mil toneladas são libertadas anualmente para a atmosfera devido a atividades humanas, onde os incineradores de resíduos hospitalares e urbanos contribuem com cerca de 50% das emissões de mercúrio total para o ar.
Certos rituais religiosos e étnicos em que se usam o mercúrio líquido também podem levar à libertação de vapor de mercúrio.

## Riscos à saúde
Na Península Ibérica, cientistas encontraram as primeiras evidências de envenenamento por mercúrio em ossos humanos, com cinco mil anos, devido a exposição a níveis altos desse elemento no corpo.
Geralmente quem foi intoxicado pelo vapor do mercúrio pode apresentar sintomas como dor de estômago, diarreia, tremores, depressão, ansiedade, gosto de metal na boca, dentes moles com inflamação e sangramento na gengiva, insônia, falhas de memória e fraqueza muscular, nervosismo, mudanças de humor, agressividade, dificuldade de prestar atenção e até demência. Mas pode contaminar-se também através de ingestão. No sistema nervoso, o produto tem efeitos desastrosos, podendo dar causa a lesões leves e até à vida vegetativa ou à morte, conforme a concentração.

## Compostos
Os sais mais importantes são:
- Fulminato de mercúrio (Hg(CNO)2): usado como detonante. É muito corrosivo e altamente venenoso;
- Cloreto de mercúrio (I) ou calomelano (Hg2Cl2): composto branco, pouco solúvel em água. Tem-se usado como purgante, anti-helmíntico e diurético, e o cloreto de mercúrio (II), ou sublimado corrosivo, empregado como desinfetante. Foi o primeiro remédio eficaz contra a sífilis;
- Sulfeto de mercúrio ou cinábrio (HgS): mineral de cor vermelho púrpura, translúcido, utilizado em instrumental científico, aparatos elétricos, ortodontia, etc.;
- Timerosal (COO-Na+(C6H4)(S-Hg-C2H6): usado como agente bacteriostático análogo ao merthiolate;
- Metil mercúrio: Forma orgânica do mercúrio é biocumulativo;
- Mercúrio vermelho. Provavelmente usado na fabricação de bombas sujas.

## Aplicações
Seu uso mais antigo, desconsiderando a sua aplicação na mineração do ouro e da prata, foi na fabricação de espelhos, ainda usado atualmente. Também é utilizado em instrumentos de medidas (termômetros e barômetros), lâmpadas fluorescentes e como catalisador em reações químicas. É utilizado na indústria de explosivos e em odontologia como elemento principal para obturação de dentes. Atualmente foi substituído nos tratamentos dentários pelo bismuto que apresenta propriedades semelhantes, porém ligeiramente menos tóxico.
Também apresenta aplicações em medicina através do mercoquinol (oxiquinolinsulfonato de mercúrio) e do
hidrargirol (parafeniltoniato ou parafenolsulfonato de mercúrio), este último como anti-séptico, assim como outros compostos de mercúrio: hidrargol, hidrargiroseptol, iodeto mercúrico, cloroiodeto mercúrico, mercuriol, entre outros.
O mais importante de todos os usos modernos para o mercúrio está na fabricação de instrumentos para laboratórios. Estes instrumentos fazem uso das suas mais diversas propriedades físicas, tais como peso específico, fluidez, condutividade elétrica, grande coeficiente de dilatação além da sua facilidade de purificação. Entre os intrumentos, destaca-se na fabricação de termômetros, eletrodos, barômetros, instrumentos para medir pressão do sangue e como catalisador (células de mercúrio para solda eletrolítica; em energia atômica).

## Precauções

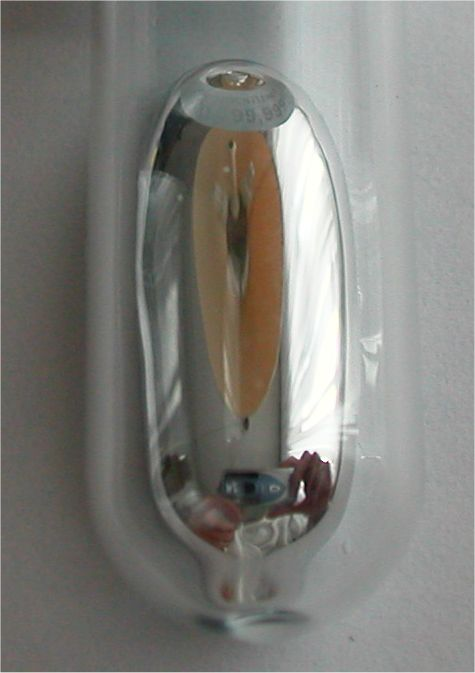
Devido à sua toxicidade, o mercúrio deve ser manipulado com cuidado.

O mercúrio é transportado no estado líquido, código do A.D.R.: 8,66,c. Deve ser armazenado em locais frios, secos, bem ventilados, protegido da radiação solar e de fontes de calor e ignição. Deve estar fora do contato de ácido nítrico concentrado, acetileno, amoníaco e cloro. Deve ser guardado em recipientes resistentes a corrosão e fechados hermeticamente. Pode ser armazenado em recipientes de aço inoxidável, plásticos, vidro e porcelana. Deve ser evitado armazená-lo em recipientes de chumbo, alumínio, cobre, estanho e zinco.
O mercúrio armazenado deve estar etiquetado com as frases R: R 23 ("Tóxico por inalação") e R 33 ("Perigo de efeitos acumulativos"). Também deve conter as frases S: S 1/2 ("Conserve sob chave e manter fora do alcance de crianças"), S 7 ("Manter o recipiente bem lacrado") e S 45 ("Em caso de acidente ou mal-estar, chame imediatamente o médico (se possível mostre-lhe a etiqueta)").
Em caso de acidente, os primeiros socorros são:
- Inalação: transladar a vítima para o ar fresco. Buscar auxílio médico;
- Contato com a pele. Retirar a roupa contaminada. Lavar a área afetada com água e sabão. Buscar auxílio médico;
- Contato com os olhos: Lavar imediatamente os olhos com água. Buscar auxílio médico;
- Ingestão: Enxaguar a boca com água. Buscar auxílio médico.

## Procedimentos de Primeiros Socorros
- Medidas de primeiros socorros
- Inalação: Remover para local arejado. Respiração artificial pode ser aplicada. Procurar auxílio médico imediato.
- Contato com a pele: Lavar com água e sabão. Remover roupas e sapatos contaminados.
- Contato com os olhos: Lavar imediatamente com água corrente por 15 minutos. Procurar avaliação médica.
-Ingestão: Provocar vômitos, se a vítima estiver consciente. Procurar auxílio médico imediato.
- Ações que devem ser evitadas: Não inalar. Evitar o contato com o produto.
- Proteção para o prestador de socorros: Óculos de segurança, avental de napa, luvas de nitrilo e máscara.
- Notas para o médico: Níveis de urina extremamente altos de 0,5 a 0,85mg Hg/L são indicativos de polineuropatia, e 0,4 a 22μg/L é relatado como nível de sangue letal ao humano. Obtenha urinálise incluindo ao mínimo: albumina, glicose e exame microscópico de sedimento centrifugado. Utilize BAL ou ácido 2,3-dimercaptosuccinico como quelantes. Não use sódio cálcico EDTA devido a nefrotoxicidade. Um eletromiografo pode determinar a extensão da disfunção nerval. Tem se notado que exposições ao mercúrio podem predispor as pessoas a desenvolverem a síndrome de túnel de carpal. Tratar sintomaticamente com acompanhamento.
Referências: http://www.hcrp.fmrp.usp.br/sitehc/fispq/Mercurio%20Metalico.pdf

## Toxicologia
As intoxicações por mercúrio apresentam uma graduação de efeitos proporcionais a sua ingestão e/ou acumulação.
As intoxicações mesmo leves por mercúrio caracterizam-se por causar anemia, anorexia, dermatite, fadiga, dores de cabeça, hipertensão, insônia, torpor, irritabilidade, tremores, fraqueza, problemas de audição e visão.
Intoxicações mais severas podem levar a inúmeros problemas neurológicos graves, inclusive paralisias cerebrais.
As enfermidades ou lesões associadas ao mercúrio recebem a denominação de: hidrargirismo ou mercurialismo e hidrargiria.

## Mecanismo de toxicidade
O mercúrio geralmente é uma toxina protoplásmica. A patofisiologia da toxicidade do mercúrio é diretamente relacionada com a sua ligação covalente aos grupos tiol das diferentes enzimas celulares nos microssomas e na mitocôndria, o que leva à interrupção do metabolismo e da função celular. Como as proteínas que têm grupos tiol existem tanto nas membranas extracelulares, como nas intracelulares e ainda nas organelas e, uma vez que estes grupos representam uma parte integral na estrutura ou função da maioria das proteínas, o alvo exacto para o mercúrio não é facilmente determinado, isto se realmente houver um alvo específico.
O órgão mais vulnerável é o sistema nervoso central (SNC), mas o sistema renal e o sistema pulmonar também são susceptíveis à toxicidade.
De entre os possíveis mecanismos de toxicidade podemos enumerar a inactivação de várias enzimas, proteínas estruturais ou processos de transporte, ou alteração da permeabilidade da membrana celular pela formação de mercaptides. O mercúrio tem também afinidade, embora inferior, para se ligar aos grupos carboxilo, amida, amina e fosforilo das enzimas o que contribui para a sua toxicidade.
Tem sido investigado uma variedade de alterações induzidas pelo mercúrio, incluindo o aumento da permeabilidade da barreira hematoencefálica, inibição da polimerização e formação dos microtúbulos, interrupção da síntese de proteínas, paragem da replicação do DNA e interferência na actividade da DNA polimerase e na fosforilação-desfosforilação, defeito na transmissão sináptica, rompimento da membrana, desregulação do sistema imunitário e mudança na homeostase do cálcio. Estas alterações podem ocorrer individualmente ou em conjunto.
O mercúrio origina uma depleção dos níveis de glutationa, superóxido dismutase, catalase e glutationa peroxidase, o que confere uma menor protecção das células relativamente ao fenómeno de stress oxidativo. Além disso, através das alterações no estado dos tióis intracelulares, o mercúrio pode induzir a peroxidação lipídica, disfunção mitocondrial e mudanças no metabolismo do grupo heme.
O HgCl2 pode causar a despolarização da membrana interna mitocondrial, com consequente aumento na formação de H2O2. Estes acontecimentos estão ligados à depleção de glutationa mediada pelo Hg2+ e com a oxidação do nucleótido piridina, o que leva a uma condição de stress oxidativo caracterizado pelo aumento da susceptibilidade da membrana mitocondrial à peroxidação lipídica, dependente do ferro. Sabe-se também que as alterações provocadas pelo mercúrio na homeostase mitocondrial do cálcio podem exacerbar o stress oxidativo induzido pelo Hg2+ nas células renais. Como resultado do aumento da formação radicais livres e da peroxidação lipídica, o dano oxidativo no rim pode originar numerosas mudanças bioquímicas, incluindo a excreção em excesso de porfirinas na urina (porfirinúria).
A interacção sinérgica entre as mudanças na homeostase intracelular do cálcio e o estado dos tióis intracelulares, culmina em peroxidação lipídica, activação da proteólise dependente do Ca2+, activação da endonuclease e hidrólise dos fosfolípidos.

## Tratamento
Os agentes quelantes são usados farmacologicamente no tratamento de toxicidade com metais pesados. Os quelantes são moléculas que se ligam fortemente numa estrutura em anel aos metais. Um bom quelante clínico deve ter baixa toxicidade, ligar-se preferencialmente aos metais pesados com uma grande constante de estabilidade e ter uma taxa de excreção mais elevada do que os ligandos endógenos, assim favorecendo a rápida eliminação do metal tóxico.
DMPS e DMSA são agentes quelantes ditiol usados no tratamento de toxicidade de mercúrio. O DMPS não está aprovado pelo FDA para qualquer uso clínico. Contudo está a ser utilizado para tratar a toxicidade provocada pelo mercúrio. O DMSA está aprovado para uso pediátrico, no tratamento de toxicidade por chumbo.

### DMPS - 2,3-dimercaptopropanossulfato de sódio
O DMPS foi aprovado como fármaco pela União Soviética em 1958, mas não estava disponível no Ocidente até por volta de 1978. Este é um ditiol solúvel em água. Tem sido utilizado no tratamento de envenenamento por arsénio, chumbo, mercúrio e cádmio e também na doença de Wilson. Como formas de administração temos a forma oral e a intravenosa e, é biotransformado nos humanos em dissulfureto acíclico e cíclico.
Foi primeiramente assumido que o DMPS se ligava ao mercúrio na razão 1:1. No entanto, estudos de espectrometria de absorção de raio-X demonstraram que essa estrutura não era possível. Assim teriam de ser formadas estruturas mais complexas usando pelo menos duas moléculas de DMPS e dois átomos de mercúrio.

### DMSA - ácido meso-2,3-dimercaptossuccínico
O DMSA é administrado via oral, é rapidamente mas, incompletamente absorvido. Tem sido usado para quelatar, entre outros metais, o chumbo, arsénio, cádmio e o mercúrio. É extensivamente metabolizado, sendo excretado principalmente pela urina e em pequenas quantidades pela bílis e pulmões.
Mais de 95% do DMSA no sangue encontra-se ligado às proteínas (principalmente albumina) e mais de 90% deste excretado na urina está na forma de dissulfureto ligado à L-cisteína.
Tal como o DMPS, pensava-se que o DMSA se ligava na razão de 1:1 com o mercúrio. Todavia mais tarde descobriu-se que forma um complexo binuclear Hg2(DMSA)2 in vitro. O DMSA não quelata o mercúrio no cérebro.
Os efeitos adversos do DMSA incluem desordens gastrointestinais, rash cutâneo e sintomas gripais. Aconselha-se uma contagem de células sanguíneas completa durante a terapia, uma vez que tem sido descrita neutropenia média a moderada em alguns pacientes. A função renal e hepática deve ser analisada antes de começar o tratamento.
Contudo, considera-se o agente quelante DMPS menos tóxico.
Este fármaco tem um tempo de semivida de 3,2 horas e sabe-se que quelata os minerais essenciais cobre e zinco.

## Sinônimos
- Mercúrio elementar
- Mercúrio metálico
- Metal mercúrio.
- Prata líquida